# Felicity Wardlaw
Felicity Wardlaw (* 14. Dezember 1977 in Scottsdale) ist eine australische Radrennfahrerin.
2013 belegte Felicity Wardlaw Platz drei der australischen Meisterschaft im Einzelzeitfahren auf der Straße; bei den Ozeanischen Radsportmeisterschaften wurde sie Fünfte in dieser Disziplin. 2014 errang sie den australischen Meistertitel im Einzelzeitfahren. Bei den kontinentalen Meisterschaften wurde sie Vize-Meisterin im Einzelzeitfahren und Siebte im Straßenrennen.
Wardlaw ist neben dem Radsport voll berufstätig. Sie hat eine volle Stelle bei der Lokalverwaltung von Benalla, wo sie sich mit Umweltschutz und Feuervorbeugung befasst.